# Panzer VII Löwe

Dibujo del tanque superpesado alemán Panzer VII Löwe.

El Panzerkampfwagen VII Löwe (león en alemán) fue un diseño de tanque superpesado creado por Krupp para la Alemania Nazi durante la Segunda Guerra Mundial, que no pasó de los planos iniciales.
Se diseñaron a su vez dos variantes de este tanque:
- Leichter Löwe (versión ligera), la cual tendría una tripulación de 5 personas, un peso de 76 toneladas, blindaje frontal de 100 milímetros de espesor, un cañón de 105 mm/L70 de alta velocidad montado en su parte trasera junto a una ametralladora coaxial, desarrollando con su motor de 1000 caballos —el mismo que el montado por las lanchas rápidas Schnellboot— una velocidad máxima de 27 kilómetros por hora.

- Schwerer Löwe (versión pesada), misma tripulación, motor, y armamento —aunque con la torreta montada en el centro del chasis—, blindaje frontal de 120 milímetros de espesor, peso de 90 toneladas, y velocidad punta de 23 kilómetros por hora.

Ambos modelos, para reducir costes, utilizarían componentes montados en el Tiger II, confiando en que este nuevo tanque acabaría por reemplazarlo. Hubo también sugerencias, mientras se desarrollaba el mencionado Tiger II, de una versión del Löwe que montaría el cañón KwK 43 L/71 y el motor de dicho panzer, tendría un blindaje frontal de 140 milímetros de espesor, pesaría 90 toneladas, y alcanzaría una velocidad máxima de 35 kilómetros por hora. Las dimensiones de esta versión serían 7,74 metros de largo incluyendo el cañón, 3,83 metros de ancho, y 3,08 metros de alto.
Adolf Hitler, tras revisar los diseños, descartó la construcción de la versión ligera y ordenó que la pesada fuera rediseñada para montar un cañón de 150 milímetros, tener un blindaje frontal de 140 milímetros de espesor, y una velocidad punta de 30 kilómetros por hora. Sin embargo, el proyecto acabó por ser cancelado a finales de 1942, sin tan siquiera construirse prototipos, en favor del enorme Maus.